# St. Paul Fighting Saints
Die St. Paul Fighting Saints waren eine US-amerikanische Eishockeymannschaft aus Saint Paul, Minnesota. Das Team spielte in der Saison 1992/93 in der American Hockey Association. 

## Geschichte
Die Mannschaft wurde 1992 als Franchise der erstmals ausgetragenen American Hockey Association gegründet. Den Namen wählten sie in Anlehnung an die Minnesota Fighting Saints aus der World Hockey Association. In ihrer einzigen Spielzeit belegten die Fighting Saints den ersten Platz der AHA nach 30 absolvierten Spielen. Die Saison wurde aufgrund finanzieller Probleme von der Leitung der Liga vorzeitig beendet und die Liga aufgelöst. Ein Meistertitel wurde nicht vergeben.